# Pärnilla Larsson
Pärnilla Larsson (* 19. Februar 1969 in Stockholm) ist eine ehemalige schwedische Fußballspielerin.

## Karriere

### Verein
Larsson spielte ausschließlich für den in Västerås in der Provinz Västmanlands ansässigen Gideonsbergs IF, für den sie in der Damallsvenskan, der höchsten Spielklasse im schwedischen Frauenfußball, zum Einsatz kam, mit ihm 1992 den Meistertitel gewann und auch das Finale um den Svenska Cupen erreichte, dieses jedoch mit 1:2 gegen den Älvsjö AIK verlor, wie auch das ein Jahr zuvor mit 2:3 gegen den Öxabäck/Mark IF.

### Nationalmannschaft
Larsson bestritt in einem Zeitraum von sieben Jahren 29 Länderspiele für die A-Nationalmannschaft. 
Für diese debütierte sie am 27. April 1988 in Vä beim 3:0-Sieg im Freundschaftsspiel gegen die Schweizer Nationalmannschaft. Anschließend nahm sie mit ihrer Mannschaft am FIFA-Frauen-Einladungsturnier 1988 – der inoffiziellen Weltmeisterschaft – in der Volksrepublik China teil und wurde in allen sechs Spielen eingesetzt. Im erreichten Finale war sie mit ihrer Mannschaft der Nationalmannschaft Norwegens mit 0:1 unterlegen. Im weiteren Verlauf bestritt sie acht EM-Qualifikationsspiele (davon 4 in der Gruppe 4 1993/94), eins am 21. November 1991 mit dem letzten Spiel der WM-Gruppe B beim 2:0-Sieg über die Nationalmannschaft Brasiliens sowie jeweils zwei (am 8./10. März 1992 und am 9./11.03.1993) in Agia Napa im Turnier um den Open Nordic Cup, als Alternative zur (seit 1982 nicht mehr durchgeführten) Nordischen Meisterschaft (2:1 vs. Norwegen, 3:1 vs. Dänemark und jeweils 3:1 vs. Frankreich und Deutschland), drei Spiele im Turnier um den Algarve-Cup 1994 und weitere sechs Freundschaftsspiele, von denen das am 15. August 1994 in Montreal – beim 2:1-Sieg über die Nationalmannschaft Kanadas – ihr letztes für den SvFF gewesen ist.
Ihre drei Länderspieltore erzielte sie am 18. August 1993 im ersten EM-Qualifikationsspiel der Gruppe 4 beim 9:0-Sieg über die Nationalmannschaft Lettlands mit dem Treffer zum 7:0 in der 85. Minute – fünf Minuten nach ihrer Einwechslung für Helen Häglund – am 22. September 1993 beim 3:2-Sieg im Freundschaftsspiel gegen die Nationalmannschaft Deutschlands mit dem Treffer zur 1:0-Führung in der 40. Minute und am 15. Juni 1994 im letzten EM-Qualifikationsspiel der Gruppe 4 beim 6:0-Sieg über die Nationalmannschaft der Slowakei mit dem Treffer zum 3:0 in der 69. Minute.

## Erfolge
Nationalmannschaft
- Dritter Algarve-Cup 1994
- Dritter Weltmeisterschaft 1991
- Finalist FIFA-Frauen-Einladungsturnier 1988 (inoffizielle Weltmeisterschaft)

Gideonsbergs IF
- Schwedischer Meister 1992 (nach den Playoffs)
- Schwedischer Pokal-Finalist 1991, 1992